# Kanadas herrlandslag i basket

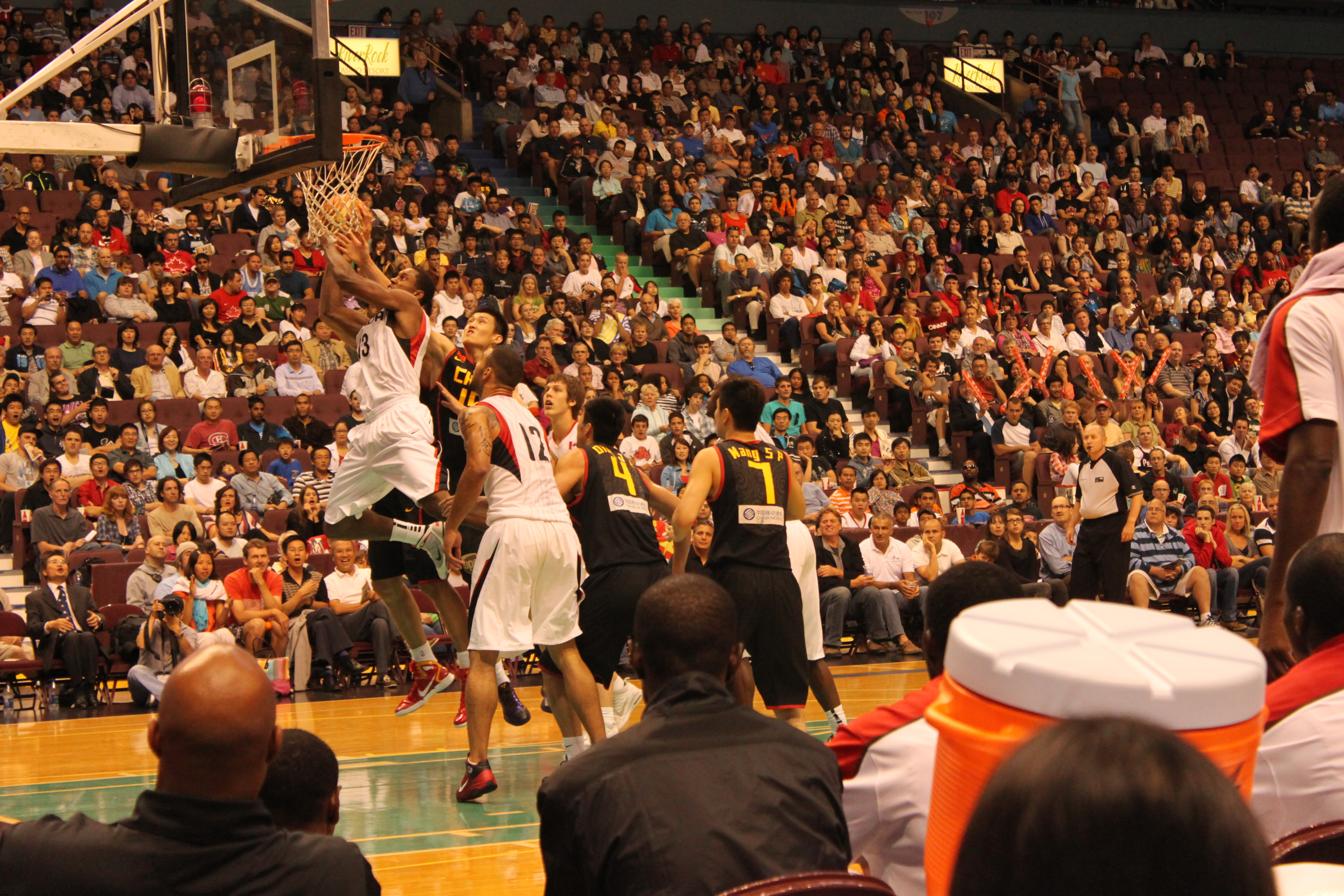
Herrlandskampen Kanada-Kina i Vancouver, 10 augusti 2010.

Kanadas herrlandslag i basket (engelska: Canada men's national basketball team, franska: Équipe du Canada de basket-ball) representerar Kanada i basket på herrsidan. Laget tog olympiskt silver 1936.
Kanada vann en bronsmedalj i VM 2023 efter vinnst mot USA i lilla finalen.

### Fotnoter
1. ↑  Todor Krastev (19 mars 1936). ”Men Basketball Olympic Games Berlin (GER) 1936 - 07.08 - 14.08 Tennis Stadium” (på engelska). Sport Statistics. Arkiverad från originalet den 23 juni 2015. https://web.archive.org/web/20150623213413/http://todor66.com/basketball/Olympic/Men_1936.html. Läst 23 juni 2015.
2. ↑  ”USA−Canada”. Basketball World Cup 2023. Internationella basketförbundet. 10 september 2023. https://www.fiba.basketball/basketballworldcup/2023/game/1009/USA-Canada#tab=overview.